# Meltem Pamirtan
Meltem Pamirtan (* 6. Januar 1977 in Ankara) ist eine türkische Schauspielerin.

## Leben und Karriere
Meltem Pamirtan wurde am 6. Januar 1977 in Ankara geboren. Sie studierte an der Hacettepe-Universität. Ihr Debüt gab sie 1982 in dem Film Adile Teyze. Anschließend spielte sie 2005 in der Fernsehserie Zeytin Dalı mit. 2006 trat sie in der Serie Hayat Türküsü auf. Danach war sie 2007 in Küçük Adımlar zu sehen. Von 2013 bis 2014 bekam Pamirtan eine Rolle in Küçük Gelin. Zwischen 2014 und 2016 wurde sie für die Serie Güllerin Savaşı gecastet.
Außerdem bekam sie in Destan eine Nebenrolle. Unter anderem setzte sie 2022 ihre Karriere in Baba fort. Seit 2023 ist Pamir in Benim Güzel Ailem zu sehen.

## Filmografie (Auswahl)
Filme
- 1982: Adile Teyze

Serien
- 2005: Zeytin Dalı
- 2006: Hayat Türküsü
- 2007: Parmaklıklar Ardında
- 2009: Aşk ve Ceza
- 2011: Sihirli Annem
- 2013–2014: Küçük Gelin
- 2014–2016: Güllerin Savaşı
- 2021–2022: Destan
- 2022: Baba
- seit 2023: Benim Güzel Ailem